# Norbert Škrdlík
Norbert František Škrdlík (26. července 1910 Tuřany – 21. prosince 1996 Levoča) byl český římskokatolický duchovní a řeholník (provinciál minoritů), politický vězeň a propagátor úcty ke sv. Anežce České.

## Život
Pocházel ze skromných rodinných poměrů. Narodil se jako František Škrdlík, měl bratra a dvě sestry. Otec, sklářský dělník, padl v první světové válce. Aby mohl dostudovat gymnázium, které začal studovat v Brně, přivedla ho matka k tehdejšímu kaplanovi minoritů v Brně, pozdějšímu provinciálovi Theodoru Kalábovi. Ten se ho ujal a protože byl přeložen do Prahy, zajistil mu studium na Akademickém gymnáziu v Praze. Po absolvování gymnázia vstoupil Norbert Škrdlík do noviciátu řádu minoritů ve Spišském Štvrtku na Slovensku a pak byl řádem poslán v letech 1930–1931 studovat bohosloví na Lateránské universitě v Římě. V prvním roce studia (1931) však onemocněl na tuberkulózu a musel studia přerušit. Studia pak dokončil v letech 1931–1934 na řádové teologické fakultě v Krakově v Polsku, kde byl také 3. června 1934 vysvěcen na kněze. Řád minoritů mu vystrojil primiční mši svatou v Brně. Po dvou měsících byl ustanoven kaplanem u sv. Jakuba v Praze, poté působil v Mostě a od listopadu 1938 až do června roku 1945 působil v Jihlavě. 1. července 1945 byl ustanoven farářem u sv. Janů v Brně, kde působil vyjma let vězení a období bez státního souhlasu až do března 1993, a byl zde mezi věřícími oblíben.
Brněnský kostel a klášter byl během konce války značně poškozen a P. Norbert věnoval veškeré úsilí na jeho obnovu, což se mu podařilo za pomoci darů věřících a nasazení umělců.
V roce 1946 na provinční kapitule byl zvolen kvardiánem v Brně, sekretářem a asistentem provincie. Z této funkce byl oprávněn zastupovat provinciála řádu v případě, že mu bylo znemožněno úřad vykonávat. Tato situace nastala v dubnu roku 1950, kdy byla část minoritů tzv. soustředěna a to i s tehdejším provinciálem Kalábem. Po návratu ze soustředění Kaláb navštívil Škrdlíka a oznámil mu, že nehodlá ve vykonávání úřadu provinciála zejména z obav před konfliktem se zákonem pokračovat. V červenci 1956 se spolubratři sešli a po oznámení provinciála, že úřad nebude vykonávat, souhlasili, že ho nadále bude jako sekretář vykonávat Norbert Škrdlík.
V roce 1949 byla u Škrdlíka vykonána Státní bezpečností prohlídka a byly zabaveny nějaké materiály, považované za protistátní. P. Škrdlík zaujal vůči takové persekuci řádu a církve nesouhlasné stanovisko. Během té doby se setkával s příslušníky minoritského řádu v celém Československu a snažil se je povzbuzovat. Snažil se také informovat o situaci generalát řádu v Římě a od roku 1952 získávat prostřednictvím Jindřicha Ponty z Krnova (který měl dvojí občanství a mohl příležitostně vycestovat do Rakouska k příbuzným) informace o dění v Římě.
Začátkem padesátých let se rozhodl formálně vstoupil do Mírového hnutí katolického duchovenstva, kde však neváhal často citovat papeže Pia XII. a jeho encykliky. Díky své povaze také dobře vycházel s církevními tajemníky, kteří byli za úplatky ochotni ledacos přehlížet, či tolerovat. Mohl tak v dané situaci dělat i nadále pro řád a jemu svěřené věřící mnohé. Každý všední den ráno před pátou hodinou dělníci brněnských továren přijíždějící z okolí měli možnost přijmout sv. zpověď a sv. přijímání, nebo být i na mši svaté. Usiloval o to, aby v případě změny poměrů bylo možno řádovou činnost prakticky okamžitě obnovit. Jednalo se nejen o údržbu budov, upevňování řádového povědomí ostatních spolubratří, ale i o získávání nových členů řádu, kteří byli tajně přijímání a posíláni na studia na jedinou českou státem uznanou teologickou fakultu v Litoměřicích, která však nebyla oficiálně uznávána Římem. Tato jeho činnost však neušla pozornosti StB a po udání byl v roce 1960 zatčen a 17. ledna 1961 odsouzen za tzv. podvracení republiky. na 6 roků vězení. Po odvolání byl trest změněn na 4 roky, které si odseděl. 19. září 1969 byl rehabilitován a na začátku tzv. normalizace byla komunistickou justicí rehabilitace opět zrušena.
Do duchovní služby se Norbert Škrdlík vrátil ve druhé polovině šedesátých let a snažil se tehdejší uvolněné situace co nejvíce pastoračně využít. Vpád vojsk Varšavské smlouvy do Československa a tzv. postupná normalizace poměrů vedla k obdobné situaci jako v padesátých letech. P. Norbert vstoupil do Pacem in terris ve snaze vytvořit si krytí pro další tajnou činnost řádu. Jako již dříve mu byli svěřováni od tehdejšího kapitulního vikáře Ludvíka Horkého, se kterým se léta přátelili, novokněží k další formaci jako kaplani. Jako farář byl podle vzpomínek na kaplany otcovsky přísný, ale zároveň velmi štědrý a dovedl ledacos odpustit, když to bylo potřeba. Byl vyhlášeným kazatelem a zpovědníkem. Ještě v 80. letech se např. shromažďovali lidé na triduum sv. Josefa před brněnským kostelem zasvěceným tomuto světci, aby mohli alespoň vyslechnout kázání, když se pro velký nával nedostali do kostela.
Po dlouhých letech působení v Brně byl v moravské metropoli také pohřben.